# Benvingut Socias i Mercadé
Benvingut Socias i Mercadé (El Vendrell, el Baix Penedès, 19 d'octubre de 1877 - 4 de març de 1952) fou un organista, pianista, compositor i professor.
De ben petit va demostrar el seu talent especial per a la música. El seu primer mestre de música fou Carles Casals Riba i va compartir classes amb Pau Casals i Bonaventura Dini. El 1887 va ingressar a l'Escolania de Montserrat on estudià orgue amb el pare Manuel Guzmán. Durant la seva estada a Montserrat va compondre les seves primeres composicions: Vals para banda (1890), Salve Montserratina (1890), Rosario breve (1893). El 1893 es va matricular a l'Escola Municipal de Música de Barcelona. En aquesta etapa d'estudiant (1893-1896) va compondre diverses peces: Pensamiento orgánico (1893), Salve Regina (1894) Marcha para piano a cuatro manos (1895), Paseando por el lago, barcarola para piano (1896). Fou alumne del prestigiós pianista Joan Baptista Pellicer. El 1896 va rebre un premi en el Certamen artístico-literario del II Congreso Eucarístico Nacional de Lugo per una missa dedicada a la Santísima Trinidad. El 1897 obtingué el primer premi de composició en el Certamen artístico-musical de l'Ateneo León XIII celebrat a Santiago de Compostel·la per Misa en honor del apóstol Santiago.
Entre 1898 i 1903 fou professor auxiliar de piano de l'Escola Municipal de Música de Barcelona on entre els seus alumnes tingué a Henri Miro. El 1906, va iniciar a París les seves primeres actuacions a Europa de la mà del seu amic de la infantesa, Pau Casals. El 1909 se'n va a Nova York on actuarà com pianista acompanyant del violoncel·lista Paulo Gruppe, el baríton Bogea Oumiroff i el violinista Louis J. Bostelmann. Va impartir classes al Conservatory of Music de Corning i a l'Institute of Musical Art de Nova York. Durant la seva estada als Estats Units va fer amistat amb el violinista Frank Kneisel, la cantant Margaret C. Rabold, la soprano Emma Cecilia Thursby, el violinista Julius Röntgen Jr.
Entre 1910 i 1913 va realitzar una important gira artística per Anglaterra, on va actuar amb Pau Casals i el violinista André Mangeot. Després del seu èxit al Queen's Hall de Londres, va començar una gira per Alemanya amb el baríton Bogea Oumiroff. El 1913 va tornar al Vendrell. El 1919 va obtenir la càtedra de perfeccionament de piano al Conservatori del Liceu de Barcelona, càrrec que exercí fins al 1935. El 1926 va una gira per Anglaterra. Va actuar amb nombroses ocasions amb l'Orquestra Pau Casals. Amb l'esclat de la guerra civil espanyola, el mestre Socias se'n va cap a l'exili a Londres. L'estiu de 1939 el matrimoni Socias retornà al Vendrell.
El 1951 la Lira Vendrellense i un grup de vendrellencs, amb la col·laboració de l'Ajuntament del Vendrell, li reten homenatge.
La seva producció inclou nombroses composicions religioses, entre les quals rosaris, una Salve Montserratina, uns Goigs a Sant Salvador i algunes misses. També és autor de diverses sardanes (entre elles Planyívola, enregistrada per la Cobla Mediterrània al CD 13 sardanes d'autors vendrellencs Sabadell: Picap, 2002), música de cambra, i les obres poeticomusicals Les cinc roses i Les tres volades.
El 2017 es va inaugurar la primer exposició dedicada al mestre Socias, a la sala La Fusteria del Vendrell, elaborada per l'Arxiu Comarcal del Baix Penedès i produïda per l'Associació Amics de l'Orgue del Vendrell i el Grup Pesebrista del Vendrell, amb la col·laboració de l'Ajuntament del Vendrell, el Consell Comarcal del Baix Penedès i la Diputació de Tarragona. Aquest mateix any, l'Associació Amics de l'Orgue del Vendrell va crear un concurs anual de composició que porta el seu nom.
El fons documental i musical del mestre Socias es troba dipositat a l'Arxiu Comarcal del Baix Penedès.
El 2019 el Departament de Cultura de la Generalitat de Catalunya i el Consell Comarcal del Baix Penedès han editat la seva primera biografia sota el títol Benvingut Socias Mercadé (1877-1952), un músic vendrellenc per descobrir. Estudi del seu llegat a l'Arxiu Comarcal del Baix Penedès, obra de Nativitat Castejón Domènech. Aquest llibre va acompanyat d'un primer enregistrament d'una selecció de dotze composicions seves: poemes musicats d'Apel·les Mestres, mossèn Jacint Verdaguer i Joan Ramon i Soler i altres obres diverses, entre les quals destaquen les dedicades a Pau Casals i mossèn Eudald Serra Buixó.